# Colm Meaney

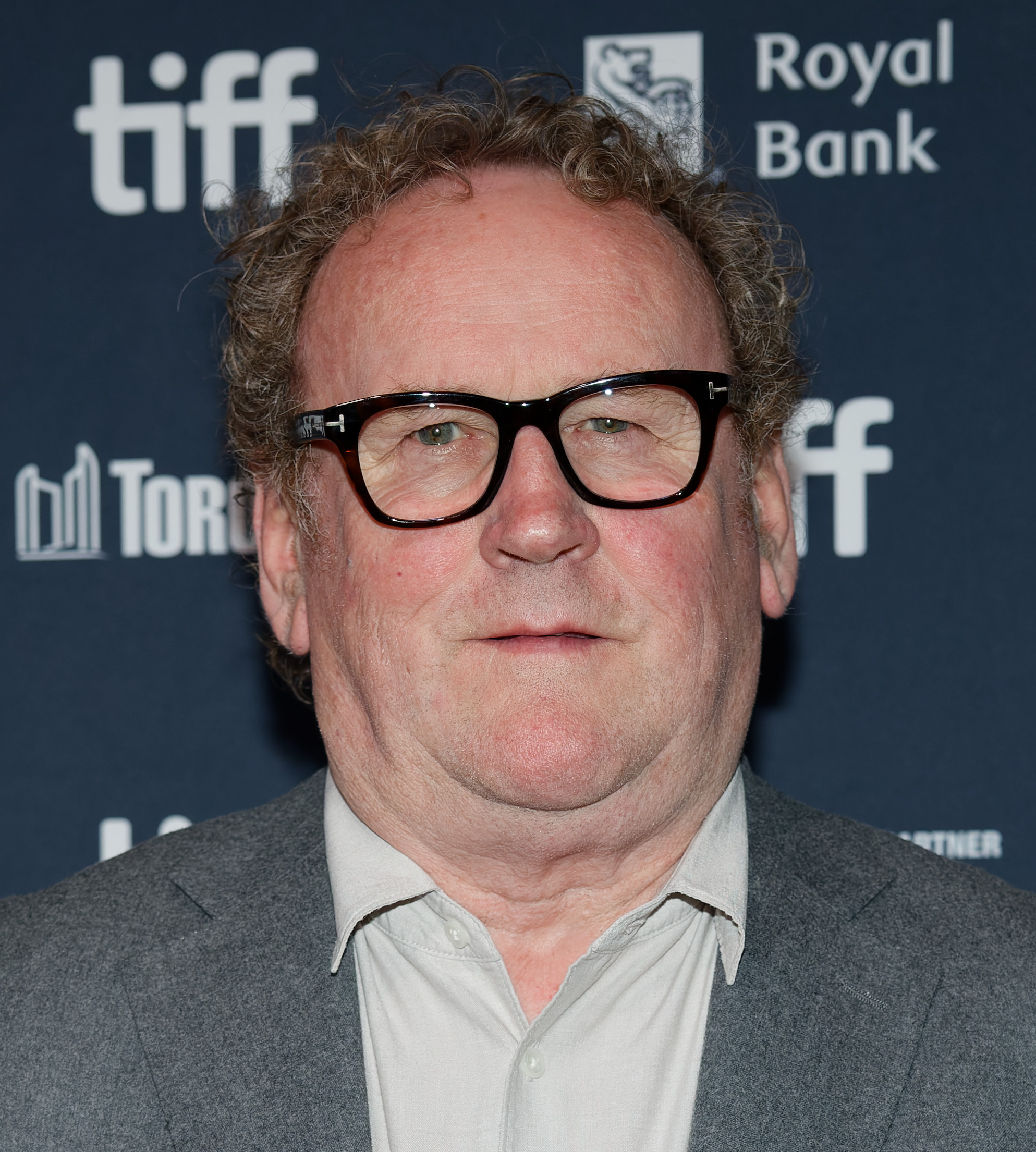
Colm Meaney (2024)

Colm Meaney (* 30. Mai 1953 in Dublin) ist ein irischer Schauspieler, der hauptsächlich durch seine Star-Trek-Rolle als Miles O’Brien sowie seine Rollen in Stephen Frears’ Roddy-Doyle-Trilogie bekannt wurde.

## Karriere
Colm Meaney begann im Alter von 14 Jahren mit dem Schauspielunterricht an der Abbey Theatre School of Acting, ein Jahr später wurde er Mitglied des National Theatre of Ireland. Er verbrachte acht Jahre in England als Theaterschauspieler. Dabei knüpfte er auch erste Kontakte zum Fernsehen.
Bekannt wurde Meaney vor allem in der Rolle des Transporterchiefs und späteren Chefingenieurs Miles Edward O’Brien in den Fernsehserien Raumschiff Enterprise: Das nächste Jahrhundert und Star Trek: Deep Space Nine. Zwischen diesen Serienengagements spielte Meaney 1992 im Pilotfilm zu Dr. Quinn – Ärztin aus Leidenschaft die Rolle des Jake Slicker, die jedoch ab der zweiten Folge von dem Schauspieler Jim Knobeloch übernommen wurde.
Darüber hinaus war er vor allem als Prototyp des einfachen Mannes in zahlreichen englischen und irischen Produktionen zu sehen, wie zum Beispiel in Der Engländer, der auf einen Hügel stieg und von einem Berg herunterkam und Die Commitments. Für seine darstellerische Leistung im Film The Snapper – Hilfe, ein Baby! wurde er 1994 als bester Schauspieler für einen Golden Globe nominiert. Gegen den Strich besetzt wurde Meaney 2003 als besonders hartgesottener Cop in Intermission unter Regie von John Crowley. In Stargate Atlantis hatte er eine wiederkehrende Gastrolle als Anführer des außerirdischen Volkes der Genii.
In dem Spielfilm El perfecto Desconocido (2011) des mallorquinischen Regisseurs Toni Bestard brillierte der „Wahlmallorquiner“, der ein Haus in Sóller hat; er wurde für die Rolle des Iren Mark O’Reilly als bester Hauptdarsteller auf dem Filmfestival Tiburón (USA) ausgezeichnet.
Von 2011 bis 2016 spielte Meaney in der Western-Fernsehserie Hell on Wheels den Geschäftsmann Thomas „Doc“ Durant. Währenddessen stand er 2013 neben Rufus Sewell und Anne Heche für den Thriller Where the Devil Hides (2014) vor der Kamera.
Am 14. Februar 2025 erhielt Colm Meaney den Preis der irischen Akademie für Film und Fernsehen für sein Lebenswerk (Irish Film and Television Academy Lifetime Achievement Award).

## Privatleben

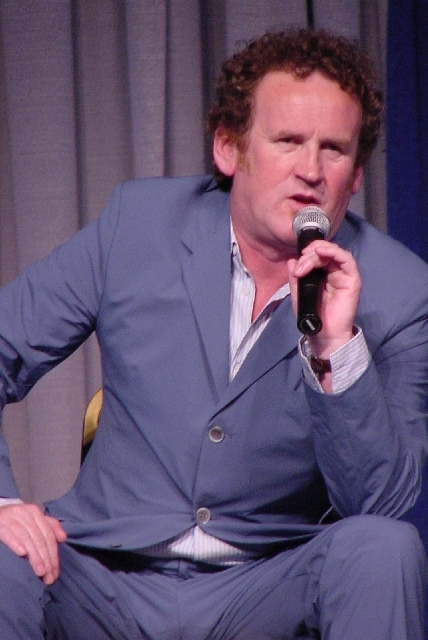
Colm Meaney (2007)

Meaney heiratete 1977 die irische Schauspielerin Bairbre Dowling (1953–2016). Aus der Ehe ging 1984 eine Tochter hervor. 1994 erfolgte die Scheidung. 2004 lernte Meaney beim Dreh von Blueberry und der Fluch der Dämonen die französische Kostümbildnerin Inés Glorian kennen. Ihre gemeinsame Tochter wurde 2005 geboren. Seit 2007 ist das Paar verheiratet.

## Synchronstimme
Meaney hat keinen festen deutschsprachigen Synchronsprecher. Am häufigsten leiht ihm Roland Hemmo seine Stimme.

## Filmografie (Auswahl)

### Filme
- 1987: Die Toten (The Dead)
- 1990: Dick Tracy

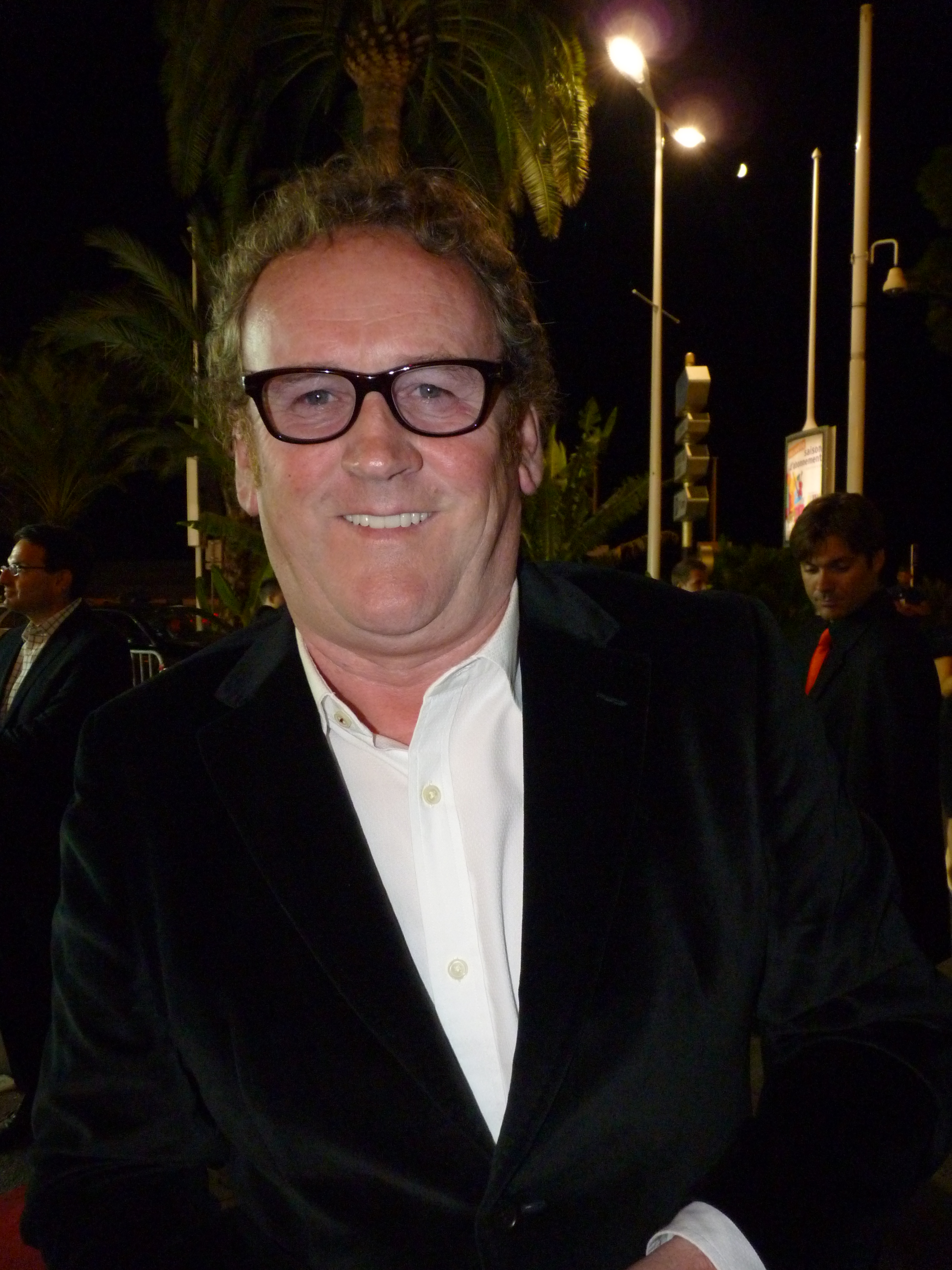
Colm Meaney (2011)

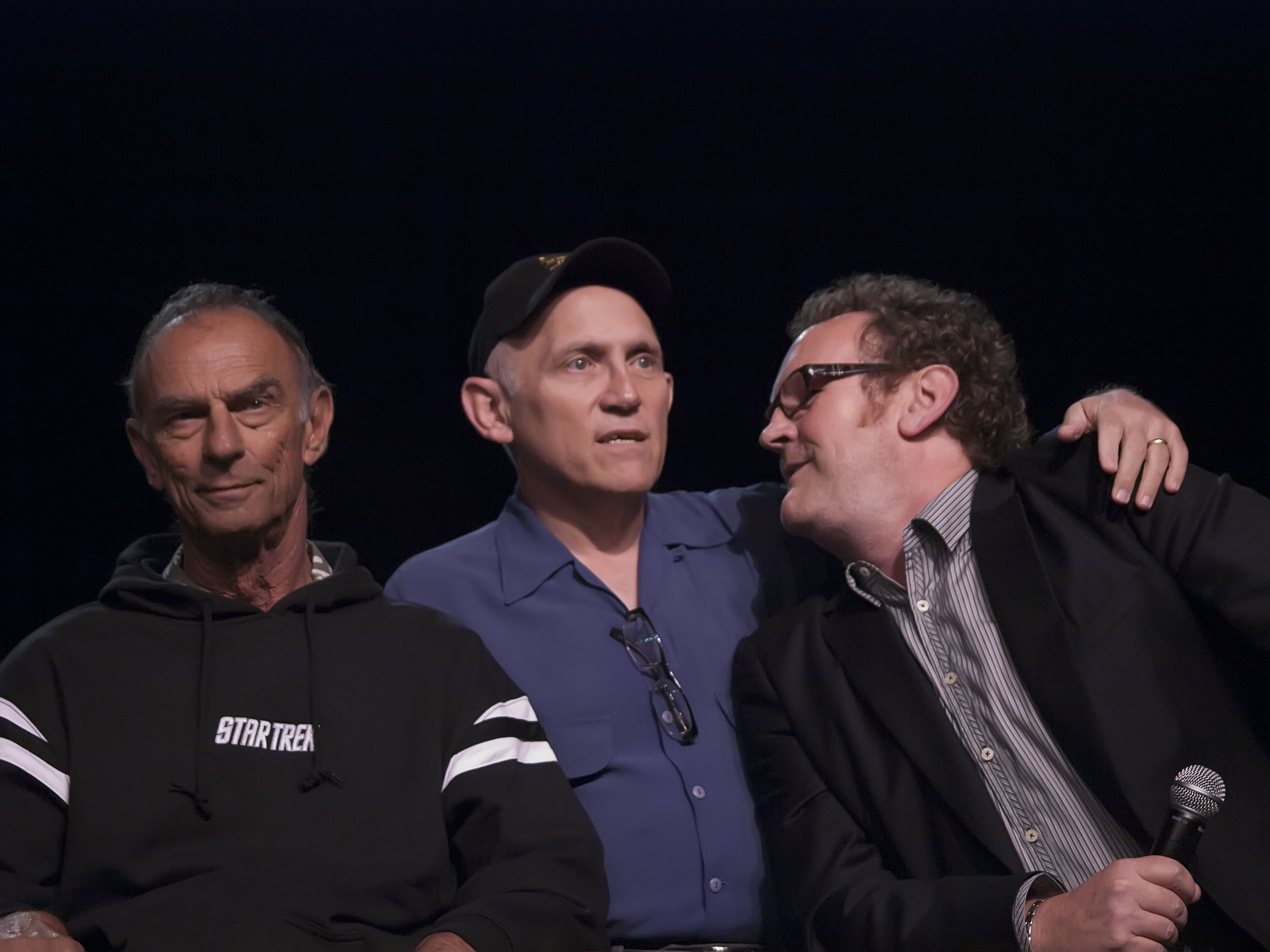
Die Schauspielerkollegen aus Star Trek: DS9: Marc Alaimo (Gul Dukat), Armin Shimerman (Quark) und Colm Meaney (Chief O’Brien)

- 1990: Stirb langsam 2 (Die Hard 2: Die Harder)
- 1990: Komm und sieh das Paradies (Come See the Paradise)
- 1991: Die Commitments (The Commitments)
- 1992: Alarmstufe: Rot (Under Siege)
- 1992: In einem fernen Land (Far and Away)
- 1992: Der letzte Mohikaner (The Last of the Mohicans)
- 1993: The Snapper – Hilfe, ein Baby! (The Snapper)
- 1994: Willkommen in Wellville (The Road to Wellville)
- 1995: Der Engländer, der auf einen Hügel stieg und von einem Berg herunterkam (The Englishman Who Went Up a Hill But Came Down a Mountain)
- 1996: Fisch & Chips (The Van)
- 1996: Last of the High Kings (The Last of the High Kings)
- 1996: Con Air
- 1997: Double Team
- 1998: Abenteuer auf der Schäferinsel (Owd Bob)
- 1998: Monument Ave. (Snitch)
- 1998: Vig
- 1999: Mystery – New York: Ein Spiel um die Ehre (Mystery, Alaska)
- 2000: Kampf der Kobolde – Die Legende einer verbotenen Liebe (The Magical Legend of the Leprechauns, Fernsehfilm)
- 2001: How Harry Became a Tree
- 2003: Intermission
- 2003: Hier spielt die Musik (The Boys from County Clare)
- 2004: Blueberry und der Fluch der Dämonen (Blueberry)
- 2004: Bad Apple (Fernsehfilm)
- 2004: Layer Cake
- 2006: Deep Threat – Die Höhle (Caved In, Fernsehfilm)
- 2006: Five Fingers
- 2006: Der Hades-Faktor (Covert One: The Hades Factor, Fernsehfilm)
- 2006: A Lobster Tale
- 2008: 3 und raus! (Three and Out)
- 2008: Clean Break – Die schmutzige Wahrheit (Clean Break)
- 2009: Das große Rennen – Ein abgefahrenes Abenteuer (The Race)
- 2009: The Damned United – Der ewige Gegner (The Damned United)
- 2009: Gesetz der Rache (Law Abiding Citizen)
- 2009: Alice im Wunderland (Alice, Fernsehfilm)
- 2010: Männertrip (Get Him to the Greek)
- 2010: Die Lincoln Verschwörung (The Conspirator)
- 2010: Parked – Gestrandet (Parked)
- 2010: Alleged
- 2011: Whole Lotta Sole – Raubfischen in Belfast (Whole Lotta Sole)
- 2011. El Perfecto Desconocido (Perfect Stranger)
- 2012: Bel Ami
- 2012: Soldiers of Fortune
- 2012: The Cold Light of Day
- 2013: A Belfast Story
- 2013: One Chance – Einmal im Leben (One Chance)
- 2014: The Devil’s Hand
- 2016: The Journey
- 2016: Norm – König der Arktis (Norm of the North, Sprechrolle)
- 2019: Tolkien
- 2019: Jean Seberg – Against all Enemies (Seberg)
- 2020: The Banker
- 2020: Pixie – Mit ihr ist nicht zu spaßen (Pixie)
- 2022: Marlowe
- 2022: Goblins – Tödliche Biester (Unwelcome)
- 2023: In the Land of Saints and Sinners
- 2024: No Way Up
- 2024: Bring Them Down

### Fernsehserien
- 1978: Task Force Police (Softly, Softly: Taskforce, Folge 13x13)
- 1983: Die Rosen von Dublin (Les roses de Dublin, Miniserie, 6 Folgen)
- 1987: Remington Steele (Remington Steele, Steele Hanging in There: Part 2, Season 5 Episode 4)
- 1987–1994: Raumschiff Enterprise: Das nächste Jahrhundert (Star Trek: The Next Generation, 52 Folgen)
- 1990: Ein gesegnetes Team (Father Dowling Mysteries, Folge 3x06)
- 1991: MacGyver (Folge 7x07)
- 1993: Dr. Quinn – Ärztin aus Leidenschaft (Dr. Quinn, Medicine Woman, Folge 1x01)
- 1993–1999: Star Trek: Deep Space Nine (173 Folgen)
- 1994: Scarlett (Miniserie, 2 Folgen)
- 2004–2006: Stargate Atlantis (Stargate: Atlantis, 3 Folgen)
- 2005: Criminal Intent – Verbrechen im Visier (Law & Order: Criminal Intent, Folgen 5x06–5x07)
- 2006: The Unit – Eine Frage der Ehre (The Unit, Folge 1x06)
- 2007: Men in Trees (2 Folgen)
- 2009: Zone of Separation (ZOS – Zone of Separation, Miniserie, 8 Folgen)
- 2009: Die Simpsons (The Simpsons, Folge 20x14, Stimme)
- 2011–2016: Hell on Wheels (51 Folgen)
- 2015: Childhood’s End (Miniserie, Folge 1x01)
- 2017: Will (10 Folgen)
- 2020: Gangs of London (9 Folgen)
- 2021: It’s Always Sunny in Philadelphia (Folge 15x06–15x07[5])